# Тупанари
Тупанари су насељено мјесто у општини Шековићи, Република Српска, БиХ. Према попису становништва из 1991. у насељу је живјело 307 становника.

## Географија
Многи мјештани овог села одлазе у европске земље на привремени рад и више се и не враћају због лоших услова и немаштине. Тренутни и највећи проблем овог села је вода. У селу се гради и црква малих размјера. Село Тупанари припадају општини Шековићи и од ње су удаљени око 3 км, а уз помоћ општине просјечен је пут за локално гробље.

## Становништво
| Демографија | Демографија | Демографија |
| Година      | Становника  | Становника  |
| ----------- | ----------- | ----------- |
| 1991.       | 307         |             |